# 藤本政志
藤本政志（ふじもとまさし、1963年10月5日 - ）は、日本の俳優、歌手、音楽家である。ロンドン在住。

## 略歴
- 1963年 - 広島県に生まれる
- 1982年 - 国立音楽大学に入学
- 1988年 - 二期会に参加
- 1992年 - イタリアにオペラ留学
- 1995年 - イギリスにダンス留学
- 2002年 - 「オペレスト」立ち上げ[1]

## おもだった活動
- 舞台
- テレビ番組やコマーシャルの声優・ナレーター
- 映画の日本人役
- 作曲

などエンターテーナーとして活躍している。